# Heiner Timmermann

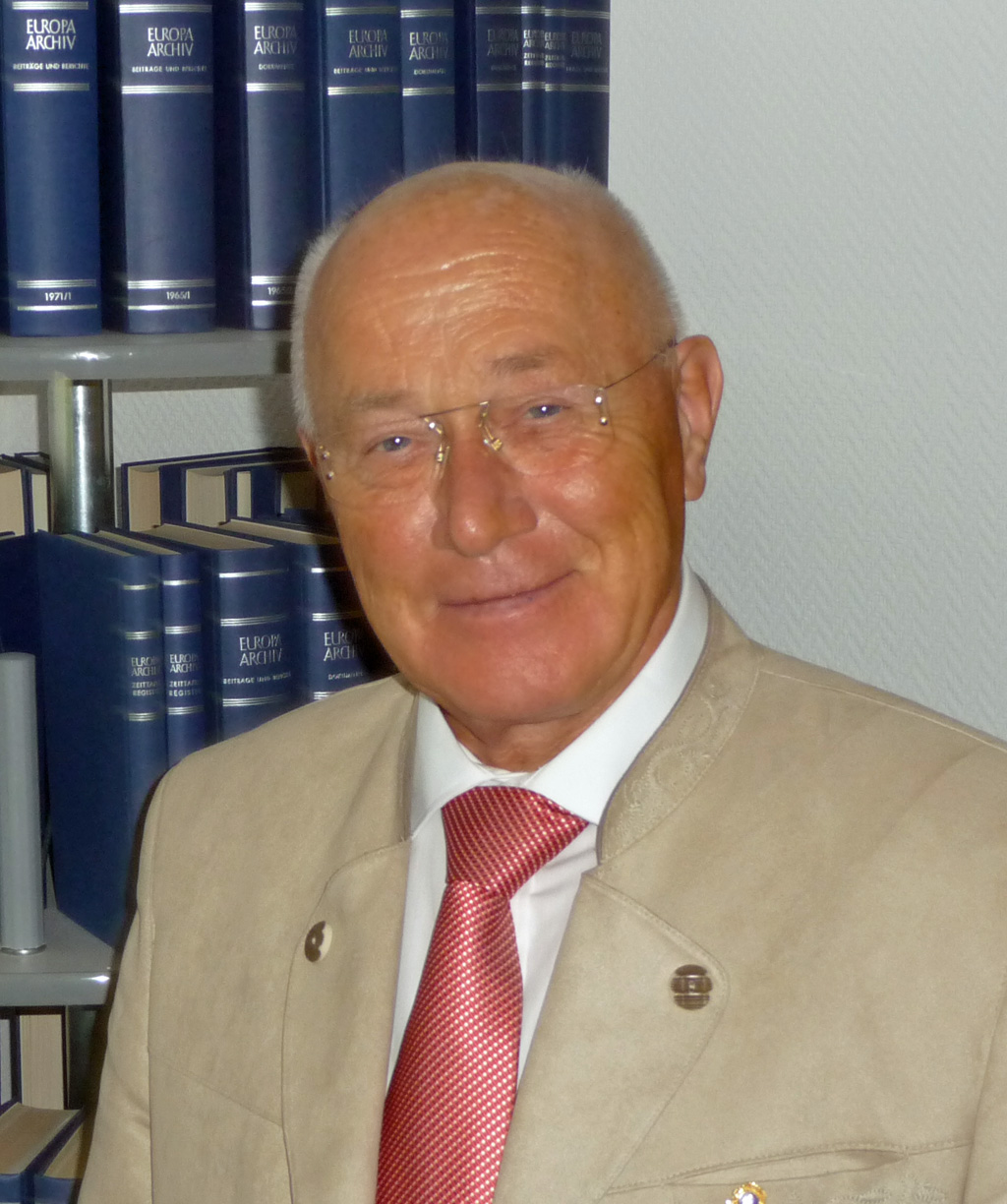
Heiner Timmermann (2010)

Heinrich „Heiner“ Timmermann (* 26. April 1940 in Duisburg; † 29. August 2018 in Nonnweiler) war ein deutscher Historiker.

## Leben
Heiner Timmermann wurde als Sohn von Ferdinand Timmermann und dessen Frau Maria in Duisburg geboren. Nach dem Besuch der Volksschule Duisburg-Hamborn-Marxloh absolvierte er eine Verwaltungslehre bei einer Krankenversicherung in Dinslaken am Niederrhein. 1964 legte er am Abendgymnasium Duisburg das Abitur ab und begann ein breit gefächertes Studium. An den Universitäten von Köln, Bonn, Tübingen und Newcastle-upon-Tyne studierte er Geschichte, Englisch, Pädagogik, Philosophie und Geographie. Es folgten Studien- und Forschungsaufenthalte u. a. an der Harvard University, Cambridge/Mass. und der Yale University, New Haven/Conn., an der University of Hull in Großbritannien, in Archiven in New York, Boston, Oxford, London, Berlin, Budapest, Brüssel und anderen Orten. 1976 wurde er an der Philosophischen Fakultät der Eberhard Karls Universität Tübingen promoviert. 1992 habilitierte sich Timmermann an der Historischen Fakultät der Jagiellonen-Universität Krakau. Als Student wurde Timmermann aktives Mitglied der katholischen Studentenverbindungen K.St.V. Winfridia Köln und Rechberg Tübingen im KV.
Seit 1978 wohnte er in Nonnweiler im Saarland. Er war verheiratet und hatte zwei Söhne und zwei Töchter.

## Beruf
Von 1978 an war Timmermann Studienleiter an der Europäischen Akademie Otzenhausen (Saarland); 1991 gründete er das dortige Sozialwissenschaftliche Forschungsinstitut (SFI), das er bis 2005 als Direktor leitete. In dieser Zeit führte er zahlreiche Fachtagungen und Kongresse mit Wissenschaftlern aus vielen Ländern durch. Schwerpunkte dieser Veranstaltungen bildeten Themen der internationalen Politik und insbesondere der Ost-West-Beziehungen. Auch organisierte Timmermann regelmäßig Tagungen zur DDR-Forschung. Bei diesen Treffen kam es zu nachhaltigen Begegnungen von Historikern, Politik- und Sozialwissenschaftlern sowie Diplomaten von diesseits wie jenseits des „Eisernen Vorhangs“. Diese Leistung wurde u. a. auch dadurch gewürdigt, dass Timmermann 2007 anlässlich der ersten Gedenkfeier zur Öffnung der ungarischen Grenze nach Österreich im September 1989 neben dem ehemaligen deutschen Außenminister Genscher und anderen an der Grenzöffnung beteiligten führenden Politikern als Festredner ins ungarische Parlament eingeladen wurde.
Sehr engagiert hat er sich auch im innerdeutschen Jugendaustausch. 1984 wurde er mit 25 Schülern des Peter-Wust-Gymnasiums in Merzig vom damaligen Staatsratsvorsitzenden der DDR, Erich Honecker, empfangen. Es war das einzige Mal, dass Honecker eine westdeutsche Schulklasse in seinen Amtsräumen willkommen geheißen hat.
Seit 1990 lehrte Professor Timmermann an der Universität Jena Europäische Geschichte der Neuen und Neuesten Zeit. Zugleich war er Visiting-Professor für Europäische Studien an der Wirtschaftsuniversität in Moskau, Honorarprofessor an der Corvinus-Universität in Budapest und seit 2013 Visiting Professor an der Shanghai Jioa Tong Universität.
Timmermann war Berater mehrerer südkoreanischer Universitäten und Institute für Wiedervereinigungsfragen.
2005 wurde er zum Vorstandsvorsitzenden der Akademie Rosenhof e. V. in Weimar gewählt. Bis zu seinem Tod leitete er diesen Bildungsträger, der sich als Institut für Sozialmanagement, Sozialwissenschaft, politische Bildung und Öffentlichkeitsarbeit versteht.

## Ehrungen
- Timmermann erhielt 1989 die Merentibus-Medaille der Universität Krakau.
- Im Jahr 2000 wurde ihm vom damaligen Bundespräsidenten Johannes Rau in Berlin das Bundesverdienstkreuz am Bande verliehen.
- Seit 2001 war er Träger des Kavalierskreuzes des Verdienstordens der Republik Polen.

## Veröffentlichungen (Auswahl)
- Friedenssicherungsbewegungen in den Vereinigten Staaten von Amerika und in Grossbritannien während des Ersten Weltkrieges (= Moderne Geschichte und Politik. Band 7). Lang, Frankfurt am Main u. a. 1978, ISBN 3-261-02371-6 (zugleich Dissertation, Universität Tübingen, 1977).
- Bundesrepublik – DDR: Grundzüge im Vergleich. Vorgeschichte – Politik – Wirtschaft – Soziales – Recht – Aussen- und Sicherheitspolitik (= Analysen. Band 3). Leske und Budrich, Opladen 1984, ISBN 3-8100-0431-6.
- als Herausgeber: Die Französische Revolution und Europa 1789–1799 (= Dokumente und Schriften der Europäischen Akademie Otzenhausen. Band 6). Dadder, Saarbrücken 1989, ISBN 3-926406-27-5.
- Nationalismus und Nationalbewegung in Europa 1914–1945. Duncker & Humblot, Berlin 1999, ISBN 3-428-08896-4.
- Die DDR – Analysen eines aufgegebenen Staates. Duncker & Humblot, Berlin 2001, ISBN 3-428-10416-1.
- als Herausgeber: Mauerbau und Außenpolitik. 2. Auflage. Lit, Münster/Berlin 2011 (Erstausgabe 2002), ISBN 978-3-8258-6293-0.
- als Herausgeber: Die DDR zwischen Mauerbau und Mauerfall. 2. Auflage. Lit-Verlag, Münster/Berlin 2012 (Erstausgabe 2003), ISBN 978-3-8258-6751-5.
- als Herausgeber: Die Kubakrise 2012. Zwischen Mäusen und Moskitos, Katastrophen und Tricks, Mongoose und Agadir. 2. Auflage. Lit, Münster/Berlin 2012 (Erstausgabe 2003), ISBN 978-3-8258-6676-1.
- Die Beneš-Dekrete. Nachkriegsordnung oder ethnische Säuberung? Kann Europa eine Antwort geben? Lit, Münster 2005, ISBN 3-8258-8494-5.
- Die transatlantischen Beziehungen auf dem Prüfstand. Europa und die USA zwischen Bruch – Irritation – Kooperation. Lit, Münster 2005, ISBN 3-8258-8445-7.
- als Herausgeber: Die DDR in Europa – zwischen Isolation und Öffnung. Lit-Verlag, Münster 2005, ISBN 978-3-8258-8884-8.
- Militärische Interventionen in Europa im 20. Jahrhundert. 2008, ISBN 978-3-8258-1072-6.
- mit Michael Salewski: 1804–2010. Zwischen Kaiserkrönung und Reformvertrag. Lit, Berlin 2008, ISBN 978-3-8258-1087-0.
- Die Rolle des politischen Katholizismus in Europa im 20. Jahrhundert. Band I. Mit einem Vorwort von Abt Makarios Hebler. Lit, Berlin 2009, ISBN 978-3-643-10187-7.
- mit Martin Sieg: Internationale Dilemmata und europäische Visionen. Festschrift zum 80. Geburtstag von Helmut Wagner. Lit, Berlin 2010, ISBN 978-3-643-10481-6.
- Europa – Ideen statt Finanzmärkte. Lit, Münster/Berlin 2011, ISBN 978-3-643-11467-9.
- Die Himmeroder Denkschrift vom 9. Oktober 1950. Dewies, Nonnweiler 2013, ISBN 978-3-00-041322-3.
- Jean-Jacques Rousseau and Karl Marx on Revolution and Peace. Dewies, Nonnweiler 2013, ISBN 978-3-00-041837-2.
- The Future a Memory. The Cold War and the Intelligence Sercives – Aspects. Lit, Wien/Münster 2013, ISBN 978-3-643-90442-3.
- Dem Gedächtnis eine Erinnerung. Der Mauerfall von 1989 und seine Relevanz für kommende Generationen. Lit, Berlin/Münster 2016, ISBN 978-3-643-13054-9.